# Sokił

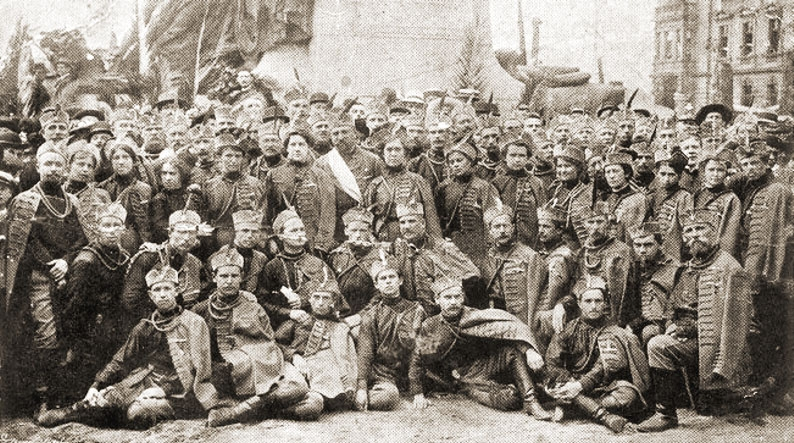
Członkowie ukraińskiego Sokoła pod pomnikiem Františka Palackiego podczas zjazdu w Pradze 1912

Sokił (ukr. Сокіл, inaczej Ukraińskie Towarzystwo Gimnastyczne "Sokił") − ukraińskie towarzystwo sportowe, założone we Lwowie w Galicji 11 lutego 1894 roku.

## Utworzenie Sokoła
Ukraińskie towarzystwo gimnastyczne zostało utworzone na wzór czeskiego Sokoła, utworzonego przez Mirosława Tyrsza w 1862. Ukraińska organizacja przyjęła nawet statut czeskiej. Wzorowała się również na Polskim Towarzystwie Gimnastycznym „Sokół”, utworzonym we Lwowie 7 lutego 1867.
Działalność Towarzystwa obejmowała Galicję oraz Bukowinę. Pierwszym przewodniczącym Towarzystwa został Wasyl Nahirnyj (do 1900), a zarządcą Wołodymyr Ławriwśkyj. Zadaniami Towarzystwa były: rozwój ukraińskiego ruchu sportowego, krzewienie kultury fizycznej, niesienie pomocy w wypadku klęsk żywiołowych, prowadzenie przysposobienia wojskowego.
W latach 1908–1914 prezesem Towarzystwa był Iwan Boberski, który położył duże zasługi dla popularyzacji masowej kultury fizycznej i rozwoju oddziałów i kół stowarzyszenia. Koła Sokoła były od 1909 zjednoczone w centrali Sokił-Bat'ko (ukr. Сокіл-Батько) we Lwowie. Po I wojnie światowej władze polskie dopuściły osobowość prawną jedynie tej centrali Towarzystwa we Lwowie.

## Historia
W 1914 roku towarzystwo liczyło 886 ognisk. W okresie międzywojennym szczytowy okres rozwoju Sokoła przypadł na rok 1930, kiedy to istniało 508 ognisk.
Po agresji ZSRR, okupacji Lwowa przez Armię Czerwoną i aneksji miasta przez ZSRR stowarzyszenie zostało w 1939 rozwiązane przez władze sowieckie.